# Henry Thomson (chirurgien)
Pour les articles homonymes, voir Thomson.
Henry Thompson (6 août 1820 – 18 avril 1904) est un chirurgien britannique, spécialisé en urologie et un polymathe.

## Biographie

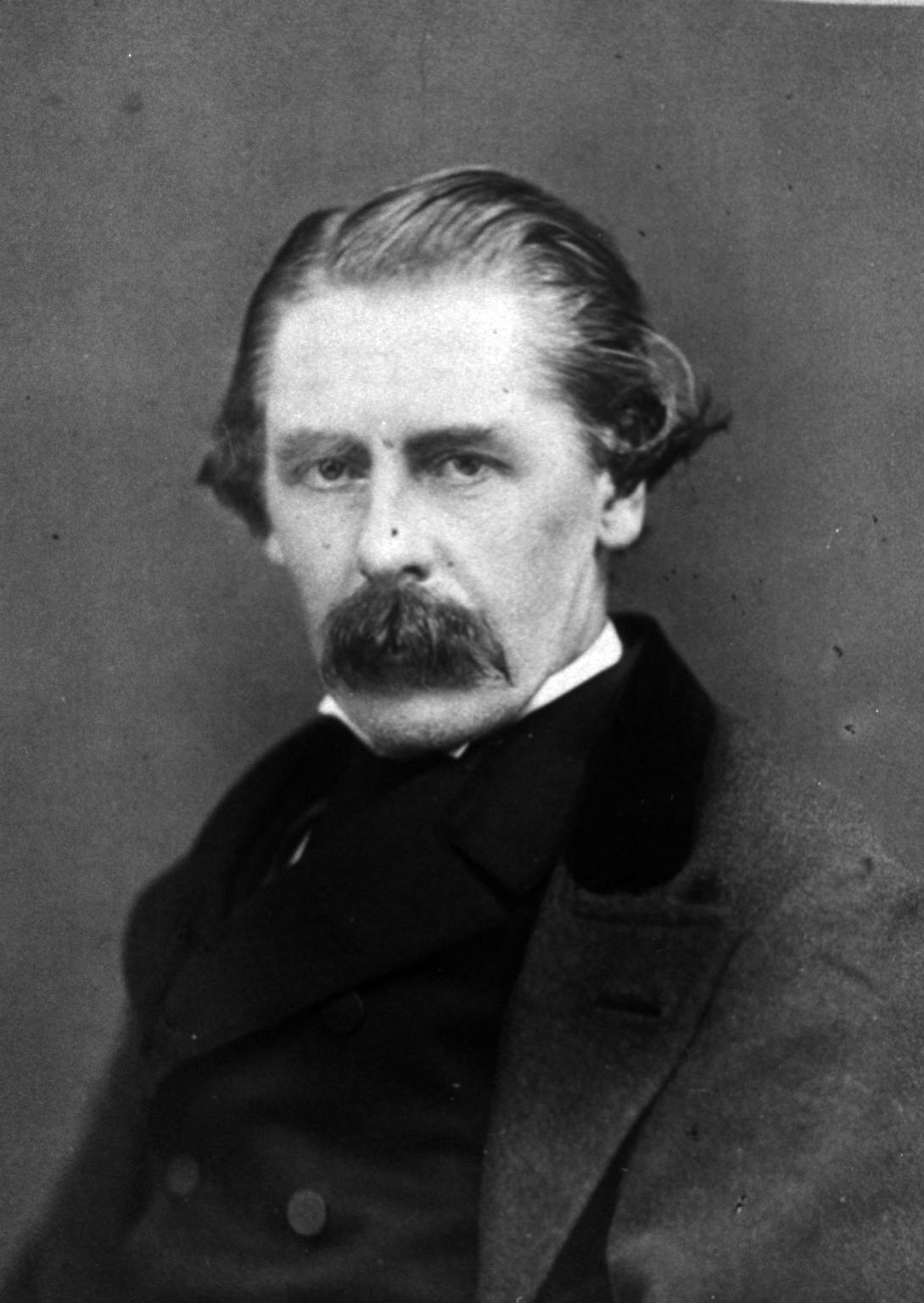
Henry Thompson

Après des études à l'école de santé (Medical School) de l'University College de Londres, il obtient son diplôme en 1851 avec les plus hauts honneurs en anatomie et en chirurgie. En 1853, il est nommé chirurgien assistant à l'University College Hospital, devenant chirurgien en 1863, professeur de chirurgie clinique en 1866 et chirurgien conseil en 1874. En 1884, il devient professeur de chirurgie et de pathologie au Collège royal de chirurgie. Spécialisé en chirurgie urologique et en particulier de la vessie, il étudie à Paris auprès de Jean Civiale qui dans le premier quart du xixe siècle développe un procédé pour réduire un calcul dans la vessie et a inventé un instrument pour cette chirurgie peu invasive. Après son retour de Paris, Thomson acquiert assez vite une excellente réputation. Il opère avec succès en 1863 le roi Léopold Ier de Belgique de calculs rénaux. Dix ans plus tard, en janvier 1873 il mène une opération similaire sur l'empereur Napoléon III alors en exil à Angleterre mais celui-ci meurt quatre jours plus tard, non des suites de l'opération chirurgicales mais, comme cela fut montré par un examen post-morten, d'urémie.
Henry Thomson est également un des promoteurs de la crémation en Grande-Bretagne, devenant le premier président de la Cremation Society of Great Britain.